# Kiandra
Kiandra é uma cidade abandonada de mineração de ouro e o berço do esqui australiano. A cidade está situada nas Montanhas Nevadas do estado de Nova Gales do Sul, na Austrália, dentro do Parque Nacional Kosciuszko. Por um século, até o estabelecimento de Cabramurra, Kiandra era a cidade mais alta da Austrália.